# 迈克·马力甘和他的蒸汽挖土机
《迈克·马力甘和他的蒸汽挖土机》，又译为《迈克·穆里根和他的蒸汽铲》，美国儿童文学作家弗吉尼亚·李·伯顿所著的一部儿童绘本，于大萧条时期的1939年首次出版，书中讲述了蒸汽铲操作员迈克·马力甘和他的蒸汽铲“玛丽·安”的故事。美国全国教育协会根据2007年的一项在线调查，将该书列为“推荐教师给儿童选的100本书”之一。
由迈克尔·斯波恩执导的同名动画电影短片，改编自该书，于1990年由HBO最早播出，该片被视为“HBO故事书音乐片”之一，已制成DVD出版。

## 情节
迈克和他的老式蒸汽铲“玛丽·安”已在一起工作很多年了，他们正面临着来自用电、汽油和柴油驱动的更现代化的挖掘机的竞争。为了给老式挖掘机寻找一个可以得到工作的地方，迈克来到了打算新建镇公所的一个小镇。当迈克声称他和“玛丽·安”可以在一天内完成地下室的开挖时，小镇当局感到难以置信，他们觉得这项工作需要一百个人干一个星期。虽然迈克自己也不是很确信，但他坚称“玛丽·安”可以在一天内完成这项工作。
第二天清晨，麦克和“玛丽·安”开始工作，并在日落的时候完成了任务，但他们却忘了挖一个离开大坑的坡道。一个围观的孩子建议迈克在镇公所担任看门人，并把“玛丽·安”改造为镇公所供暖系统的锅炉。

## 背景
根据《波士顿环球报》2006年的一篇文章，作者将蒸汽铲改造成锅炉的灵感来自于他朋友的一个儿子，当时他们正在晚饭时讨论这本书：
在当晚Chestnut Hill的晚饭上，作者将自己的困境告诉了埃博森一家和伯肯布什一家。她将《马克》写到了一个死角——他们被卡在为镇公所地基挖的大坑里面了。12岁的迪克建议将蒸汽铲改造成镇公所的供暖锅炉。这是一个很简单的念头，他说，“我父亲在镇上有个带供暖系统的修理厂，所以我对它很熟悉。”
（页面存档备份，存于）
在该书第一版中，一个说明迪克·伯肯布什这个想法的脚注里面拼错了他的名字。

## 文化借鉴
- 在1968出版的《讨厌鬼雷蒙娜（英语：Ramona the Pest）》一书中，雷蒙娜的幼儿园老师给学生们读这本书，而雷蒙娜则问“如果迈克·穆里挖了一整天，他什么时候停下来去使用浴室呢？”
- 主持人“袋鼠船长”鲍伯·基森（英语：Bob Keeshan）在他的儿童电视节目《袋鼠船长（英语：Captain Kangaroo）》中曾读过这本书。[6]
- 在美国1991年独立电影《懒鬼》（Slacker）中，该书出现在卧室投影机下的一个架子上。